# Возлюбленные (фильм, 2011)
«Возлюбленные» (фр. Les bien-aimés) — музыкальный фильм, снятый режиссёром Кристофом Оноре по собственному сценарию. Фильм закрывал Каннский кинофестиваль 2011 года и вышел во французский прокат 24 августа того же года. Картина также демонстрировалась в качестве фильма закрытия 34-го Московского международный кинофестиваля. Действие ленты происходит в Париже, Праге, Реймсе, Монреале и Лондоне и охватывает несколько десятилетий, начиная с 1964 и заканчивая 2007 годом. Главные роли в фильме исполнили Катрин Денёв и Кьяра Мастроянни — мать и дочь не только по сюжету картины, но и в жизни.

## Сюжет
В 1964 году Мадлен, продавщица обуви в парижском бутике, влюбляется в молодого чешского врача Яромила и выходит за него замуж. В 1968 году семья живёт в Праге с дочерью Верой. Во время Пражской весны Мадлен обнаруживает, что Яромил ей изменяет. Она готова простить возлюбленного и уехать с ним обратно во Францию, но тот решает остаться на родине. Вдвоём с дочерью Мадлен покидает Прагу и выходит замуж за французского жандарма, тем не менее время от времени она продолжает встречаться с Яромилом. В 1997 году её дочь Вера знакомится в Лондоне с американским барабанщиком Хендерсоном. Вера влюбляется в него и бросает своего давнего друга Клемана, но американец не может ответить ей взаимностью, поскольку является гомосексуалом. Вскоре в Париже в результате несчастного случая погибает Яромил, его смерть становится серьёзным ударом для Веры и Мадлен. 11 сентября 2001 года Вера летит в Нью-Йорк к Хендорсону, но из-за террористической атаки застревает в Монреале. Не сумев достичь с возлюбленным взаимопонимания, она совершает самоубийство. В 2007 году Клеман, который так и не смог забыть Веру, навещает в Реймсе её могилу, а затем заходит к её матери. Он застаёт Мадлен в депрессии, она по-прежнему сильно переживает смерть Яромила и гибель дочери. Вместе они едут в Париж, где почти полвека назад началась история любви Мадлен.

## В ролях
- Кьяра Мастроянни — Вера
- Катрин Денёв — Мадлен
- Людивин Санье — Мадлен в молодости
- Луи Гаррель — Клеман
- Милош Форман — Яромил
- Пол Шнайдер — Хендерсон
- Радивойе Буквич — Яромил в молодости